# Pseudogaurax lancifer
Pseudogaurax lancifer är en tvåvingeart som först beskrevs av Daniel William Coquillett 1900.  Pseudogaurax lancifer ingår i släktet Pseudogaurax och familjen fritflugor. Inga underarter finns listade i Catalogue of Life.